# Площадь Сан-Сеполькро

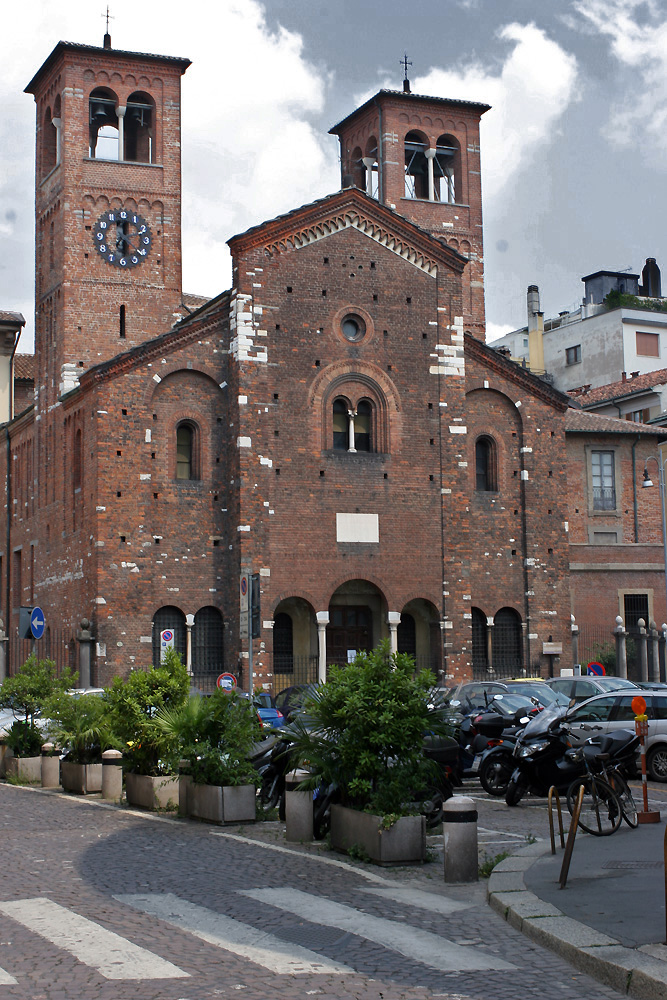
Фасад церкви San Sepolcro

Пло́щадь Сан Сепо́лькро (итал. Piazza San Sepolcro) — в центре Милана, на юго-запад от Домского собора, в районе, называемом Foro romano.
Чтобы добраться до Сан Сеполькро, надо выйти с Домской площади на Via Torino, и на втором перекрёстке (с Via dell’Unione) свернуть направо. Via dell’Unione упирается в библиотеку Амброзиано, дойдя до которой, нужно свернуть налево, в сторону управления полиции и центрального комиссариата — они находятся на площади Сан Сеполькро, напротив собора.
Сепо́лькро, в романских языках — погребальное сооружение, рака, от итал. sepoltura — захоронение. В итальянском языке это слово используют, например, в названиях раки Александра VII в базилике св. Петра в Ватикане, раки Камилло Медичи в Неаполе и т. п. Название Святая Рака (итал. Santo Sepolcro) — один из синонимов сочетанию «Гроб Господень».

## Достопримечательности
Главной достопримечательностью является церковь Святой Раки, от которой площадь и получила своё имя. Первая церковь была возведена на этом месте в 1030 году Бенедиктом Ронцоне (или Роцоне, итал. Benedetto Ronzone/Rozone) — богатым человеком, мастером находившегося неподалёку Монетного двора (лат. Magister Monetæ). Сам он жил на соседнем участке, и это была его семейная церковь, престол которой он освятил во имя Пресвятой Троицы.

Герб Великого магистра
Ордена Гроба Господня

15 июля 1100 года архиепископ Милана Ансельм IV Бовизский в день празднования первой годовщины взятия Иерусалима крестоносцами (в числе которых были ломбардцы) и в преддверии нового крестового похода переосвятил церковь в честь раки в храме Гроба Господня в Иерусалиме, со слухами о разрушении которого и был связан сам этот поход. Сам архиепископ принял участие в новом походе и погиб в нём. Не только раку, но и церковь потом принялись перестраивать с тем, чтобы приблизить её облик к одноимённым объектам в Иерусалиме. Перестройка растянулась на два века и началась с того, что в XII веке к алтарной стене пристроили две симметричные башни-звонницы.

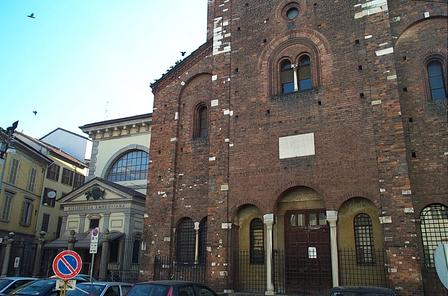
Вход в Biblioteca Ambrosiana — вид от церкви San Sepolcro

В 1578 году кардинал Карло Борромео (с 1563 года — архиепископ Милана) разместил в церкви конгрегацию лат. Congregatio Oblatorum Sanctorum Ambrosii et Caroli. В 1605 году Федерико Борромео заказал архитектору Аурелио Трецци переделать интерьер в стиле барокко, а также пристроить слева и сзади храма библиотеку св. Амвросия (итал. Biblioteca Ambrosiana).
Последующие модификации производились между 1713 и 1719 годами. Последняя реконструкция, приведшая храм к его нынешнему виду, была произведена в 1894—1897 годах. В оформлении интерьера сохранён стиль барокко. Внутри находится реликварий, в котором хранятся привезённые крестоносцами горсть Святой Земли и прядь волос Марии Магдалины. В 1928 году церковь была передана Библиотеке св. Амвросия и с этого времени перестала быть приходской.

## Исторические события

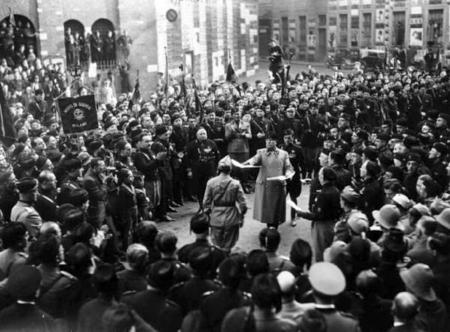
Митинг 23 марта 1919 года.

23 марта 1919 года Бенито Муссолини провёл на этой площади митинг, на котором было объявлено о создании движения под названием Итальянский союз борьбы (итал. Fasci italiani di combattimento; в Малой Советской энциклопедии 1931 года название переведено как «группы борьбы»). В эти группы поначалу включались бывшие участники первой мировой войны, но потом их социальная база значительно расширилась. Участники этого митинга, записавшиеся в этот день в члены «союза борьбы», стали впоследствии звать себя сан-сеполькристами (итал. sansepolcristi), и в эпоху Муссолини пользовались почётными привилегиями в партии.
Выбор места митинга был неслучаен, и само звание сан-сеполькристов, в которое потом возвёл Муссолини его участников, имело отчасти сакральный подтекст. В итальянском языке San Sepolcro — Гроб Господень. Именно в этом храме, только что переименованном в храм Раки Господней, проводил в 1100–1101 годах агитацию за крестовый поход на Иерусалим архиепископ Ансельм IV. В этом храме в 1001 году отслужили мессу участники похода, отправлявшиеся во главе с Ансельмом в Иерусалим освобождать Храм Гроба Господня. Тем самым звание «сан-сеполькрист» вызывало аналогии с рыцарями-крестоносцами, готовыми сложить свои головы за святую идею. Расстрел Муссолини в 1945 году довёл эту аналогию до логического конца: в возглавленном им крестовом походе Ансельм IV также погиб.
Митинг проходил под окнами, в том числе, ассоциации промышлеников Ломбардии (итал. Associazione degli Industriali Lombardi, сокр.
Assolombarda, контора которой находилась в 1919 году на площади Сан Сеполькро.

Участвовавший в собрании на площади Сан Сеполькро поэт Филиппо Томмазо Маринетти (1876–1944) воспел это событие в Поэме о сан-сеполькристах (итал. «Il poema dei sansepolcristi»). Основоположник футуризма написал её в особенном футуристическом стиле, который позже, по аналогии с аэроживописью, назвали «аэропоэзией». По форме эта поэма Маринетти — разновидность стихотворения в прозе. Его «аэроособенности» состоят в длинных (как воздушный полёт) фразах, не прерываемых знаками препинания (камни, рытвины и колдобины свойственны только сухопутным дорогам, а волны, пороги и рифы — только водным путям), а также в использовании инфинитива — неопределённой формы глагола (с высоты всё видится в общих чертах).
Дуче на первом плане дуче мощь излучающее твёрдое упругое тело готово выстрелить без вес продолжать думать желать решать захватить раздавить отвергать ускорить к новому свету

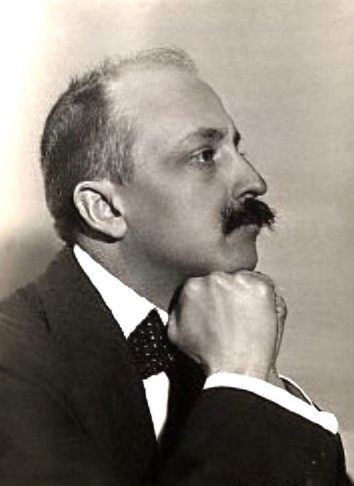
Ф. Т. Маринетти

Его кулак скрепить практические идеи и смелость незаменимый геометрия его выступлений делает элегантным энтузиазм долота в трещину переплавить и голос продолжающий хлестать ироничный или режущий анализ в синтезе чистом

Угрозы и неистовство вокруг площади остановить Муссолиниевское что в потолок бюрократический было поколеблено античное благоразумие дотошная скупость планов
Оригинальный текст (итал.)
Il Duce in primo piano il Duce potenza irradiante fuor da un corpo solido elastico pronto allo scatto senza pesi ne’ abitudini per un continuo pensare volere decidere agguantare schiacciare respingere accelerare verso la nuova luce

Il suo pugno stringere idee pratiche e audacie indispensabili Geometria dei suoi festi elegantizzati dall’entusiasmo nel cesellare rompere riplasmare e la voce li prolungava sferzando ironica o tagliando analisi in sintesi nette

Minaccia ed estasi intorno alle quadrate pause mussoliniane che nel soffitto burocratico facevano tremare antiche prudenze e meticolose avarizie di bilanci— Filippo Tommaso Marinetti. Il poema dei sansepolcristi
С 1921 по 1924 год на площади Сан Сеполькро размещались центральные органы Национальной фашистской партии. После того, как Муссолини был отрешён от власти, на проведённом им 14-15 ноября 1943 года в Вероне съезде новой, Республиканской фашистской партии, местоположение её центральных органов вновь было определено на площади Сан Сеполькро, как бы обозначая этим возврат к точке отсчёта истории фашизма в Италии.
В настоящее время площадь перед церковью, где в 1919 году проводился митинг, отведена под автомобильную стоянку, которая редко бывает свободной в центре мегаполиса. Это исключает возможность использования площади Сан Сеполькро для проведения новых митингов.

## Фильм
В 1943 году режиссёр Джоваккино Форцано снял фильм Piazza San Sepolcro.